# Hermannia heterophylla
Hermannia heterophylla là một loài thực vật có hoa trong họ Cẩm quỳ. Loài này được Thunb. mô tả khoa học đầu tiên.